# Ліві разом
Разом (пол. Razem) — нова ліва політична партія в Польщі, створена у травні 2015 року. Була однією з восьми партій, які брали участь у парламентських виборах 2015 року із загальнонаціональними комітетами. За новаторські підходи в політиці має репутацію «польської Подемос» (примітно, що обидві партії використовують фіолетові прапори).

## Історія
Партія була створена як відповідь на невдалу спробу створити політичну платформу лівих під час президентських виборів 2015 року в Польщі. До її складу увійшли низові активісти, незадоволені домінуванням на лівому фланзі польської політики проринкових ліволібералів і посткомуністичних апаратників Союзу демократичних лівих сил. Багато хто із засновників раніше були активістами організації «Молоді соціалісти», Партії зелених або нових соціальних рухів.
Основні політичні позиції «Razem» були сформульовані під час установчого з'їзду 16-17 травня 2015 року. Тим не менш, деякі місцеві структури були активні ще раніше, в березні і квітні. Партія була офіційно зареєстрована 21 липня 2015 року.
Після успішної участі представника партії Адріана Зандберга у теледебатах 20 жовтня 2015 року (він був єдиним з учасників, хто приїхав на них на метро і висловлювався на користь безумовного прийняття в країну біженців з Сирії) рейтинг «Razem» виріс з 1 % до 4,5 %.
«Razem» зареєструвала свої списки для парламентських виборів 2015 року у всіх виборчих округах і завоювала 3,6 % голосів на виборах — недостатньо, щоб подолати 5 % електоральний бар'єр, але достатньо, щоб отримати державне фінансування, що належить партіям з більш ніж 3 % голосів на виборах.
Стверджувалося, що це зростання відбулося за рахунок конкуруючої коаліції «Об'єднані ліві», яка залишилася без представництва у Сеймі, проте низка оглядачів, зокрема голова ОЛ Барбара Новацька, спростовують це, вказуючи, що велика частина електорату «Partia Razem» — це нові виборці, які раніше не голосували на виборах (згідно з соціологічними даними, тільки 5 % виборців «Razem» — це колишні виборці Союзу демократичних лівих сил).

## Ідеологія

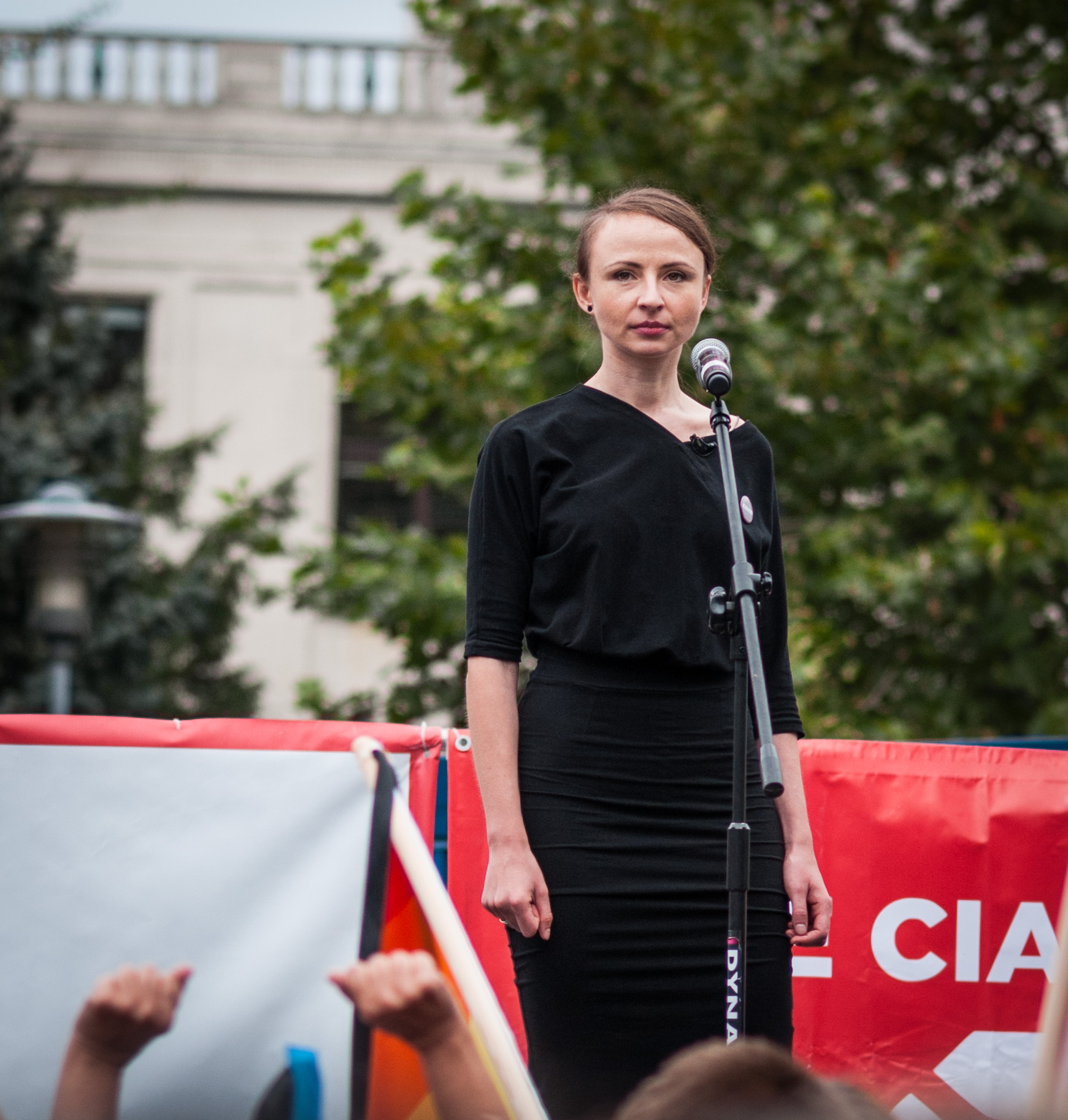
Член національного ЦК партії Агнешка Дзєм'янович-Бонк на «Чорному протесті» проти повної заборони абортів

Партія виступає за трудові права, проти дерегуляції та приватизації державних послуг. Серед її основних цілей: 35-годинний робочий тиждень; стабільна зайнятість; підвищення нижнього порогу прибуткового податку до 12000 злотих (приблизно $ 3200); заборона короткострокових трудових договорів і безкоштовних стажувань; встановлення прогресивного податку на прибуток корпорацій; ліквідація особливих економічних зон в Польщі; розширення соціального захисту; введення єдиної 480-денної відпустки з догляду за дитиною, розділеної порівну між батьками; створення програми охорони здоров'я, що фінансується безпосередньо з державного бюджету, а також обмеження зарплати депутатів трикратним розміром мінімального окладу.
Британський економіст Гай Стендінг описує «Razem» як «перший автентичний рух у Польщі, що представляє прекаріат».
«Razem» є прогресивною в соціальних питаннях партією, що підтримує світську державу, лібералізацію наркотиків, статеве виховання у школах і права ЛГБТ-спільноти. Вона також суворо дотримується гендерних квот. У вересні 2016 року партія «Razem» ініціювала успішний «Чорний протест» (Czarny Protest) проти спроби посилення антиабортного законодавства. За це одну з керівників партії, Агнєшку Дзем'янович-Бонк, журнал Foreign Policy включив у свій список 100 глобальних мислителів 2016 року.
Партія засуджує націоналізм і підтримує ідею європейської інтеграції, але виступає проти Трансатлантичного торговельного та інвестиційного партнерства (TTIP), вважаючи, що це «призведе до підриву фінансової стабільності і швидкого зростання боргу». Викриває ксенофобські кампанії проти мігрантів та інтервенції в інші країни, хто б їх не здійснював. 
У тому числі «Razem» засудила і російське втручання на сході України як «імперіалістичну агресію націоналістичного режиму Путіна». Водночас партія розкритикувала «політику консервативно-ліберального українського уряду». Вона заявила, що в разі приходу до влади «підтримає соціальну справедливість в Україні та обмежить вплив української олігархії».

## Див.також
- Об'єднані ліві (Польща)